# 密西西比斯泰特 (密西西比州)
密西西比斯泰特（英語：Mississippi State）是位於美國密西西比州奧克蒂比哈縣的普查規定居民點。

## 人口
根據2020年美國人口普查的數據，密西西比斯泰特的面積為6.10平方千米，當中陸地面積為6.06平方千米，而水域面積為0.04平方千米。當地共有人口4968人，而人口密度為每平方千米814.43人。